# Perniclas Bedow
Perniclas Bedow, född 17 september 1976, är en svensk grafisk designer och art director. Perniclas är grundare av designstudion Bedow. Hans arbeten har belönats i flera nationella och internationella designtävlingar som Art Directors Club, Cannes Lions International Advertising Festival, D&AD, Design S, Epica Awards, European Design Awards, Guldägget, Svensk Bokkonst och One Show.
Under 2017 och 2018 intervjuade Perniclas Bedow femton framstående grafiska designer i podcasten Grafisk Design.  